# بالاو دي سانتا إيولاليا
بلدية بالاو دي سانتا إيولاليا (بالإسبانية: Palau de Santa Eulalia) هي بلدية تقع في مقاطعة جرندة التابعة لمنطقة كتالونيا شمال شرق إسبانيا.

## الديموغرافيا
بلغ عدد سكان بلدية بالاو دي سانتا إيولاليا 104 نسمة عام 2011 (وفقاً للمعهد الوطني الإسباني للإحصاء).
| 94 | 89 | 79 | 88 | 95 | 112 | 104 |